# قصب السكر

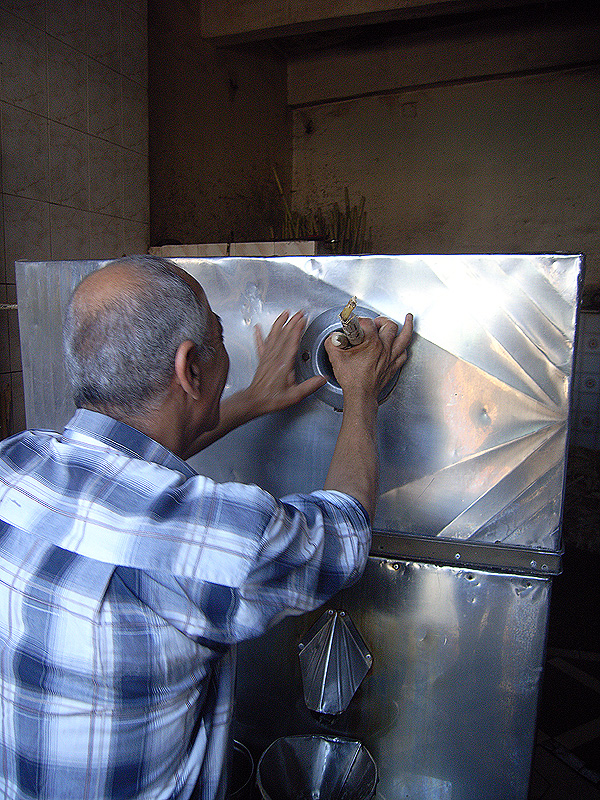
«عصير القصب» من المشروبات المفضلة لدى المصريين

قَصَب السُّكَّر أو سكر القصب (الاسم العلمي: Saccharum) جنس نباتي من الفصيلة النجيلية، يضم ستة إلى 37 نوعاً (يختلف العدد حسب النظام التصنيفي المستخدم). وهو من نباتات المناطق الحارة، وهو المصدر الأساسي لاستخراج السكر، أما المصدر الآخر فهو الشمندر السكري. تتطلب زراعته أرضاً خصبة وماء كثير ويظل في الأرض لمدة عام كامل، وتكون مصانع السكر في وسط مزارع القصب. تستخدم بقايا القصب بعد عصره في تصنيع الكحول، وتعتبر البرازيل أكبر دولة مصدرة لقصب السكر.

## الموئل والانتشار
يعتبر جنوب آسيا وجنوب شرق آسيا الموئل الأساسي لقصب السكر. نقله المسلمون خلال عصر الفتوحات إلى الوطن العربي وحوض البحر الأبيض المتوسط، بما في ذلك صقلية والأندلس، ثم نقله المستعمرون الأوروبيون إلى العالم الجديد.
تعتبر حقول زراعة قصب السكر مكاناً لكثير من المخلوقات منها ضفدع قصب السكر السام الذي تعاني منه أستراليا الأمرين منذ أن جلب في عام 1935 من جزر هاواي للقضاء على العناكب التي تغزو حقول قصب السكر في شمال أستراليا وتؤثر على حاصل الحقول مسببة خسائر كبيرة.

## استعمالات قصب السكر
من العادات الشعبية في بعض البلدان التي تزرع قصب السكر منها المغرب ومصر والسودان والعراق عادة مص قصب السكر والذي له فوائد غذائية وصحية للحلق في معالجة الالتهابات.
فكثيراً ما يمر الفلاحين وهم بطريقهم يسعون وهم يمصون عيدان قصب السكر، أما في مدن مصر فإن محلات عصر القصب منتشرة بصورة ملفتة للنظر.
يستخرج منه كثير من المنتجات منها (الكحول - السكر - الورق) أما بالنسبة للسكر المنتج من القصب فهو من اجود الأنواع ويحتاج قصب السكر إلى أرض طينية سوداء وثقيلة وغنية بالطمى وهي عادةً تكون في الصعيد المصري وقد تم عمل مصانع تقوم على قصب السكر بنجع حمادي في أقرب المدن للصعيد وأيضاً من أكبر المدن الصناعية.

## فوائد قصب السكر
1. يعالج الاكتئاب.
2. يعالج النحافة.
3. يقوي العظام.
4. ينشط الكبد.
5. يقاوم الإمساك.
6. سهل وسريع الامتصاص.

بائعة قصب السكر في مصر في مطلع القرن العشرين

7. يزيد من إفراز البول فيؤدي إلى تنقية داخلية للجسم ويطرد المزيد من السموم.
8. أن شرب عصير القصب يكسب المرء قدراً من الراحة النفسية، والهدوء ولهذا خلال يومك الشاق يمكنك تناول كأس واحد منه لتستعيد نشاطك وهدوئك النفسي وتتغلب على ضغط الحياة اليومي.
9. يحتوي القصب على نسبة عالية من البوتاسيوم والذي يقوم بدورة على تنشيط وظائف العقل والدماغ والعضلات كما يحميك من التشنجات العضلية التي قد تصيبك.
10. يحتوي القصب أيضًا على نسبة جيدة من الماغنسيوم وكذلك الكالسيوم ولا يخفي علينا أهميتهم للجسم سواء العظام أو النشاط الجسدي والتخلص من الكسل.

أن السر في جميع تلك الفوائد يرجع إلى أن المواد السكرية الموجودة به حيث تعمل على زيادة تكوين المادة الطبيعية المهدئة التي يكونها المخ وهي “السيروتونين” serotonin الأمر الذي يؤدي إلى زيادة قدرة الإنسان على تحمل المواقف الصعبة مثل الضيق والقلق والتوتر والإرهاق؛ لذلك فإن كوبا من عصير القصب يومياً يمكن أن يعيد المرء إلى حياة الهدوء قليلاً لتجنب الضغوط والتكيف معها إلى حد معقول. ولقد كتشف الباحثون في جامعة بيردو الأمريكية أن مركباً كيميائياً مشتقاً من المادة الشمعية لقصب السكر يساعد على خفض مستويات الكولسترول العالية في الدم، وبالتالي تقلل مخاطر الإصابة بأمراض القلب والسكتات كما وجد العلماء أن مركب “بوليكوزانول” يفيد الأشخاص المصابين بارتفاع غير طبيعي في كولسترول الدم، ويمثل مادة واعدة في الوقاية من أمراض القلب والأوعية.

## الإنتاج
| أعلى عشر بلدان منتجة لقصب السكر — 11 يونيو 2008 | أعلى عشر بلدان منتجة لقصب السكر — 11 يونيو 2008 | أعلى عشر بلدان منتجة لقصب السكر — 11 يونيو 2008 |
| --- | ----------------------------------------------- | ----------------------------------------------- |
| البلد | الإنتاج (طن)                                    | ملاحظات                                         |
| البرازيل | 514,079,729                                     |                                                 |
| الهند | 355,520,000                                     |                                                 |
| الصين | 106,316,000                                     |                                                 |
| تايلاند | 64,365,682                                      |                                                 |
| باكستان | 54,752,000                                      | P                                               |
| المكسيك | 50,680,000                                      |                                                 |
| كولومبيا | 40,000,000                                      | F                                               |
| أستراليا | 36,000,000                                      |                                                 |
| الولايات المتحدة | 27,750,600                                      |                                                 |
| الفلبين | 25,300,000                                      | F                                               |
| العالم | 1,557,664,978                                   | A                                               |
| P == رقم رسمي, F = تقديرات منظمة الاغذية, * = ارقام غير رسمية أو شبه رسمية, C = الرقم محتسب A == الكلي (ويمكن أن تشمل الرسمية وشبه الرسمية أو التقديرات)); المصدر: Food And منظمة الاغذية والزراعة التابعة للأمم المتحدة نسخة محفوظة 26 يوليو 2011 على موقع واي باك مشين. |                                                 |                                                 |

في الهند، ولاية أتر برديش (38.57 ٪)، ولاية ماهاراشترا (17.76 ٪)، كارناتاكا(12.20 ٪) هي أكثر المناطق إنتاجا.
في الولايات المتحدة، يزرع قصب السكر تجارياً في ولايات فلوريدا وهاواي ولويزيانا وتكساس.

## وصلات خارجية
- فوائد عصير القصب من ويب طب